# Ettrickbridge
Ettrickbridge (Schots-Gaelisch: Drochaid Eadaraig) is een plaats in het Schotse bestuurlijke gebied Scottish Borders, op 11 kilometer van Selkirk. Ettrickbridge ligt aan de rivier Ettrick Water, een rivier die uitmondt op de rivier Tweed. De B7009 verbindt het dorp met Selkirk. 
Er zijn al nederzettingen in het gebied voor meer dan een eeuw, maar in de laatste jaren is het inwoneraantal gestaag toegenomen. Het dorp stond bekend als Kirkhope tot het eind van de achttiende eeuw. De bouw van de brug over de kloof van de rivier, bij de toegang tot het dorp, leidde tot de naam Ettrickbridge. 

Kirkhope Kirk

Kirkhope Tower is een Schotse Pele die ongeveer 1,5 kilometer buiten het dorp staat, vlak bij de oude kapel van Kirkhope. In het dorp staat een kerk, Kirkhope Kirk, die gebouwd werd in 1841.